# ویدوم
ویدوم (به هلندی: Weidum) یک منطقهٔ مسکونی در هلند است که در لیتنسرادیل واقع شده‌است. ویدوم ۵۷۶ نفر جمعیت دارد.